# أليكس بنتلي
أليكس بنتلي (بالإنجليزية: Alex Bentley) مواليد 27 أكتوبر 1990 في إنديانابوليس، هي لاعبة كرة سلة أمريكية. بدأت مسيرتها الاحترافية في سنة 2013. تم اختيارها من قبل فريق أتلانتا دريم خلال الدرافت. تلعب مع كونيتيكت صن في دوري الاتحاد الوطني لكرة السلة النسائية كلاعب هجوم خلفي. وتحمل الرقم 20. لعبت كرة السلة الجامعية في جامعة ولاية بنسلفانيا.

## المسيرة الاحترافية
لعبت مع أتلانتا دريم في سنة 2013، ثم لعبت مع كونيتيكت صن في سنة 2014، ثم لعبت مع نادي أضنة أسكي لكرة السلة في سنة 2016.

## روابط خارجية
- أليكس بنتلي على موقع الاتحاد الدولي لكرة السلة (الإنجليزية)
- أليكس بنتلي على موقع الاتحاد الوطني لكرة السلة النسائية (الإنجليزية)
- أليكس بنتلي على موقع كرة السلة الأوروبية.كوم (الإنجليزية)
- أليكس بنتلي على موقع كلية كرة السلة في سبورتس رفرنس.كوم (الإنجليزية)
- أليكس بنتلي على موقع بروبوليرز (الإنجليزية)
- أليكس بنتلي على موقع سبورتس رفرنس (الإنجليزية)